# Маас, Николай Васильевич
Николай Васильевич Маас (1882 — не ранее 1920) — полковник 6-го гусарского Клястицкого полка, герой Первой мировой войны, участник Белого движения.

## Биография
Православный. Из дворян.
Окончил Николаевский кадетский корпус (1900) и Николаевское кавалерийское училище (1902), откуда выпущен был корнетом в 18-й драгунский Клястицкий полк.
12 июня 1904 года переведен в Отдельный корпус пограничной стражи. Участвовал в русско-японской войне, был контужен. За боевые отличия был награжден несколькими орденами, в том числе орденом Св. Анны 4-й степени с надписью «за храбрость». С 11 апреля 1906 года служил в Заамурском округе ОКПС. Произведен в поручики 6 декабря 1905 года, в штабс-ротмистры — 6 декабря 1909 года. На 1 мая 1914 года — младший офицер 4-го пограничного Заамурского конного полка.
С началом Первой мировой войны был переведен во 2-й лейб-уланский Курляндский полк. Удостоен ордена Святого Георгия 4-й степени
За то, что состоя в чине штабс-ротмистра во 2-м лейб-уланском Курляндском Императора Александра II полку, производя разведку железной дороги Бартенштейн-Растенбург 25 августа 1914 года, несмотря на то, что со своим разъездом был отрезан от своего эскадрона двумя эскадронами немцев и подвергался их преследованию, при обстановке исключительной трудности и опасности, отважной разведкой в тылу неприятеля доставил ценные сведения о противнике, на основании которых были приняты меры, повлекшие успех последующих действий.
В 1915 году был переведен в Уссурийский казачий полк с переименованием в подъесаулы, а 29 января 1916 года — в 6-й гусарский Клястицкий полк с переименованием в штабс-ротмистры. Произведен в ротмистры 24 марта 1916 года «за отличия в делах против неприятеля», в подполковники — 13 июня 1916 года.
В Гражданскую войну участвовал в Белом движении в составе Вооруженных сил Юга России, был эвакуирован в Константинополь. На 10 января 1920 года — в общежитии № 1 в Буюк-Дере. 6 августа 1920 года прибыл в Ялту из Болгарии на пароходе «Виолетта», в распоряжение дежурного генерала штаба Русской армии.
Дальнейшая судьба неизвестна. Был разведён, имел дочь.

## Награды
- Орден Святого Станислава 3-й ст. с мечами и бантом (1904)
- Орден Святого Владимира 4-й ст. с мечами и бантом (1905)
- Орден Святой Анны 3-й ст. с мечами и бантом (1905)
- Орден Святого Станислава 2-й ст. с мечами (1906)
- Орден Святой Анны 4-й ст. с надписью «за храбрость» (ВП 13.01.1906)
- Орден Святой Анны 2-й ст. с мечами «за мужество, храбрость, распорядительность и энергию, оказанные 6 января сего года в деле с хунхузами» (ВП по ОКПС 10.09.1912)
- Орден Святого Георгия 4-й ст. (ВП 31.08.1916)
- старшинство в чине подполковника с 19 июля 1914 года (ПАФ 9.06.1917)